# The Age of the Understatement
The Age of the Understatement – debiutancki album angielskiego zespołu The Last Shadow Puppets, wydany w kwietniu 2008 przez Domino Records.

## Lista utworów
1. The Age of the Understatement	3:08
2. Standing Next to Me	2:18
3. Calm Like You	2:26
4. Separate and Ever Deadly	2:38
5. The Chamber	2:37
6. Only the Truth	2:44
7. My Mistakes Were Made for You	3:05
8. Black Plant	4:00
9. I Don't Like You Anymore	3:05
10. In My Room	2:29
11. Meeting Place	3:56
12. The Time Has Come Again	2:22